# Judith Herzberg
Judith Herzberg (Amesterdão, 1934) é uma escritora holandesa.
Autora de ensaios, poemas, peças de teatro, argumentos cinematográficos e várias traduções. Iniciou a sua obra poética com Zeepost (1963). Uma breve antologia sua foi publicada na revista Diversos, nº 7. No teatro podem destacar-se Os Casamentos de Lea e  O Caracal, publicados no n.º3 da revista Artistas Unidos. O Caracal foi encenado por Alberto Seixas Santos, em 2003, e A Fábrica de Nada, por Jorge Silva Melo, em 2005. Judith Herzberg é uma das vozes mais representativas da poesia contemporânea europeia, contando com inúmeros prémios e traduções em vários idiomas.

## Obras
- 1963 - Zeepost (poesia)
- 1968 - Beemdgras (poesia)
- 1970 - Vliegen (poesia)
- 1971 - Strijklicht (poesia)
- 1971 - 27 liefdesliedjes (poesia)
- 1974 - Dat het 's ochtends ochtend wordt. De deur stond open. Twee dramastukken (teatro)
- 1977 - Het maken van gedichten en het praten daarover (ensaio)
- 1980 - Botshol (poesia)
- 1981 - Charlotte. diary bij een film (diário)
- 1982 - Leedvermaak (teatro)
- 1983 - De val van Icarus (poesia) Anteriormente apareceu em Botshol
- 1984 - Dagrest (poesia)
- 1984 - Twintig gedichten (poesia)
- 1985 - En/of (teatro)
- 1986 - Merg (teatro)
- 1986 - De kleine zeemeermin (teatro)
- 1987 - Zoals (poesia)
- 1988 - Tussen Amsterdam en Tel Aviv (artigo e cartas)
- 1988 - De Caracal. Een monoloog (teatro)
- 1989 - Kras (teatro)
- 1991 - Een goed hoofd (teatro)
- 1991 - Teksten voor drama en film. 1972-1988
- 1992 - Zoals (poesia) Inclui 12 poemas, a partir de 1987
- 1994 - Doen en laten. Een keuze uit de gedichten (poesia)
- 1995 - Rijgdraad (teatro)
- 1996 - Brief aan wie niet hier is. Tussen Jeruzalem en Amsterdam (travelogo)
- 1996 - Wat zij wilde schilderen (poesia)
- 1997 - A Fábrica de Nada - no original De Nietsfabriek (teatro)
- 1998 - Een golem (teatro)
- 1998 - Landschap (poemas)
- 1999 - Bijvangst (poemas)
- 2000 - Lieve Arthur (teatro)
- 2004 - Soms vaak (poesia)
- 2004 - Thuisreis (teatro)